# Sūratgarh
Sūratgarh (engelska: Suratgarh) är en ort i Indien.   Den ligger i distriktet Gangānagar och delstaten Rajasthan, i den nordvästra delen av landet, 300 km väster om huvudstaden New Delhi. Sūratgarh ligger 172 meter över havet och antalet invånare är 63 153.
Terrängen runt Sūratgarh är mycket platt. Runt Sūratgarh är det ganska tätbefolkat, med 116 invånare per kvadratkilometer. Det finns inga andra samhällen i närheten. Omgivningarna runt Sūratgarh är i huvudsak ett öppet busklandskap.